# Comandău (gmina)
Comandău – gmina w Rumunii, w okręgu Covasna. Obejmuje tylko jedną miejscowość Comandău. W 2011 roku liczyła 1006 mieszkańców.